# H. T. Dawson & Son
H. T. Dawson & Son war ein britischer Hersteller von Automobilen.

## Unternehmensgeschichte
Henry Thomas Dawson stellte zusammen mit Paris Singer zwischen 1897 und 1900 in einem Unternehmen im Londoner Stadtteil Clapham Stationärmotoren her. Sie planten, Automobile herzustellen, doch sie trennten sich, bevor der erste Prototyp fertig war. Dawson gründete daraufhin mit seinem Sohn ein eigenes Unternehmen in Canterbury. Die Produktion von Automobilen begann. Der Markenname lautete Dawson. Im gleichen Jahr endete die Produktion. Der Sohn gründete 1903 Canterbury Motor.